# Geoxia
Geoxia Maisons Individuelles est une entreprise créée en 1945 (naissance de Maisons Phénix) et indépendant depuis 1999 qui intègre l'ensemble des métiers et services liés à l'habitat individuel.  
Geoxia dispose de plusieurs marques commerciales : Maisons Phénix, Maison Familiale créée en 1949, Maison Castor en 1983, Maison Briot, Phénix Évolution.
Geoxia Composants est spécialisée dans la fabrication de structures en béton pour les projets de construction de Geoxia.
En mai 2022, la société est mise en redressement judiciaire, et le 28 juin en liquidation par le tribunal de Nanterre,. La liquidation laisse les 1140 salariés de Geoxia sans emploi. Par ailleurs il va être difficile de faire jouer la garantie d'achèvement de chantier pour les 1 800 chantiers en cours des clients par d'autres constructeurs que Geoxia, celui-ci étant le seul constructeur à utiliser cette méthode constructive pour les maisons Phénix. Les raisons de cette faillite sont multiples d'après le groupe : le refus d'un prêt garanti par l'État, les soucis logistiques, les hausses de l'énergie et des matières premières. Pourtant, cela fait déjà plusieurs années que le groupe a des problèmes et les difficultés générales au domaine de la construction (recrutements, approvisionnements, nouvelles règles, complexité à l'obtention des prêts, etc.) viennent s'ajouter.